# Portada/efemèride juliol 6
Bill Haley
« 5 de juliol · 6 de juliol · 7 de juliol »